# ديوك رايلي
ديوك رايلي (بالإنجليزية: Duke Riley)‏ هو لاعب كرة قدم أمريكية أمريكي، ولد في 9 أغسطس 1994 في Buras, Louisiana ‏ في الولايات المتحدة.